# Anneau doctoral
Dans les universités danoises ou suédoises, l'anneau doctoral peut être décerné aux titulaires d'un doctorat.

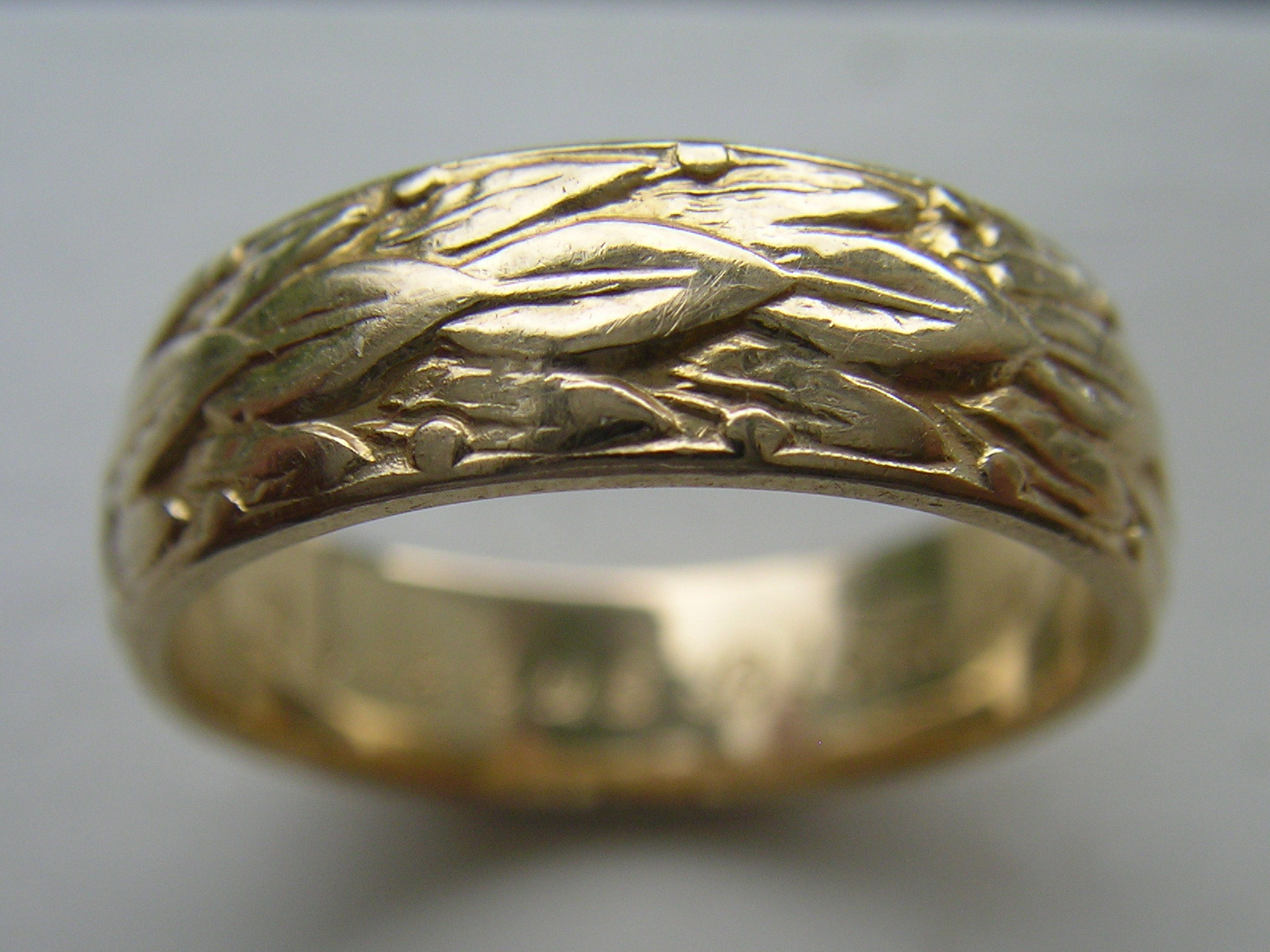
Un anneau doctoral de la faculté de philosophie de l'université d'Uppsala.

## Suède
Couplé au chapeau doctoral, l'anneau doctoral fait partie intégrante du code vestimentaire académique suédois. Les anneaux doctoraux suédois sont faits d'or, jaune ou blanc et ont un aspect spécifique à chaque université. Contrairement au chapeau doctoral, l'anneau doctoral est destiné à être porté dans la vie quotidienne, généralement à l'index de la main gauche.

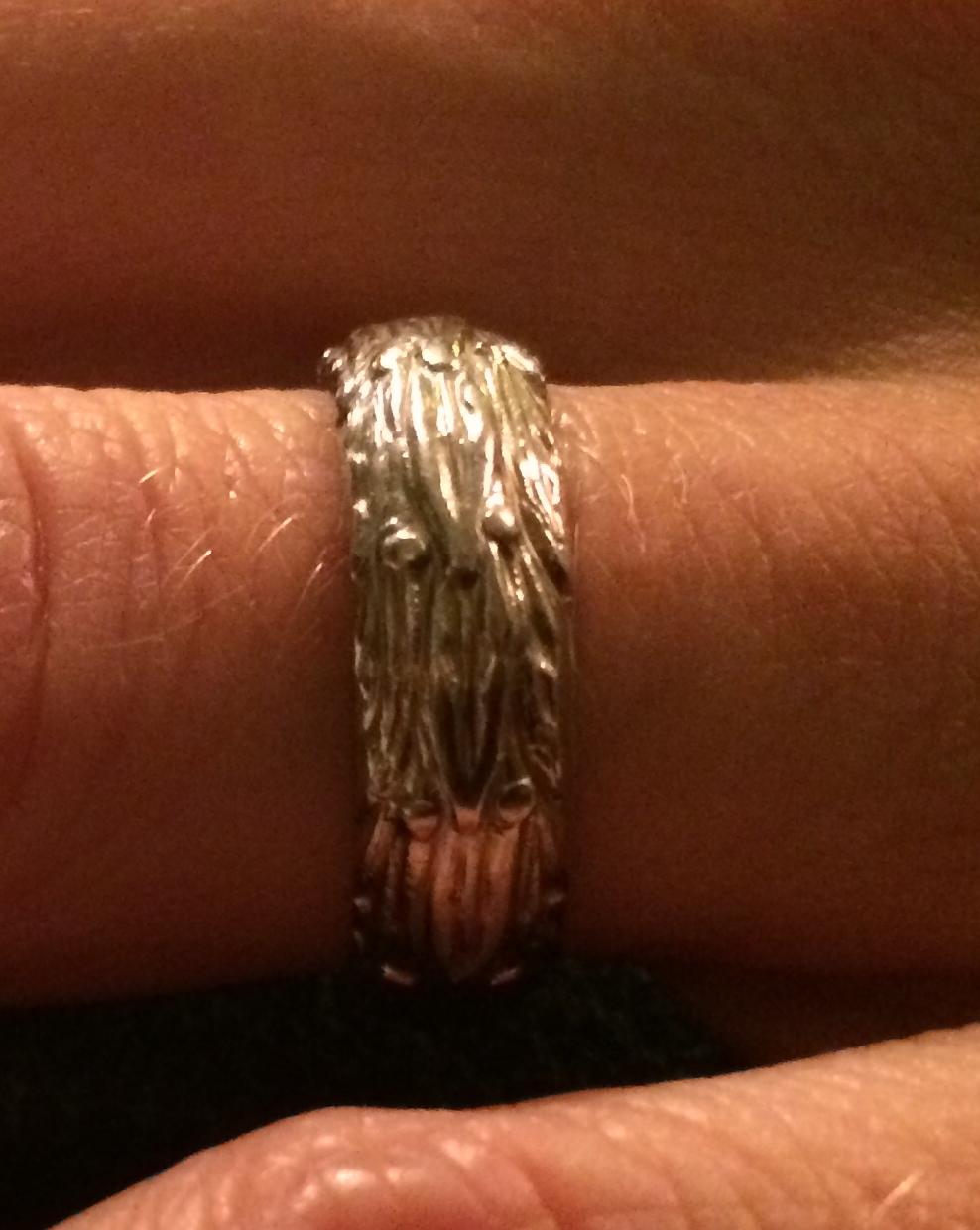
Un anneau doctoral en or blanc de la faculté de psychologie de l'université de Lund.

## Danemark

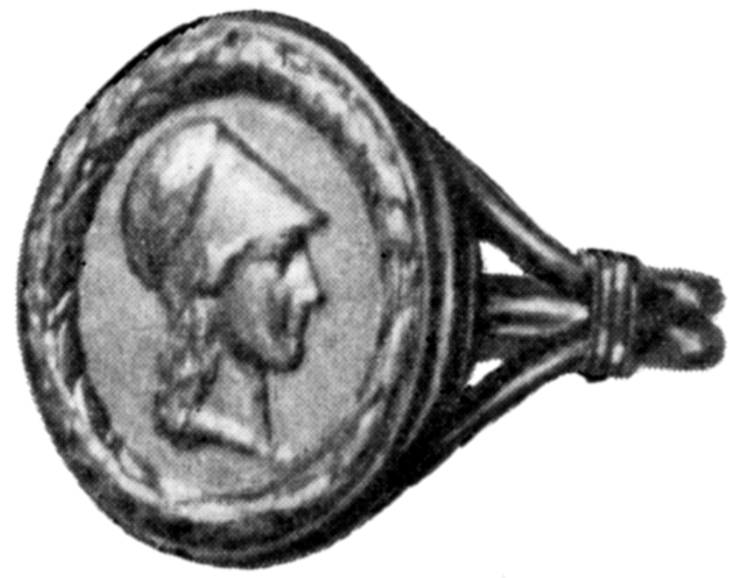
L'anneau doctoral danois.

L'anneau doctoral danois a été introduit en 1824. Son aspect actuel a été créé par le médailleur Harald Conradsen en 1866. On y voit le portrait de Minerve/Athéna au centre de l'anneau, entouré par une couronne de lauriers. L'anneau n'est pas décerné en tant que tel, mais le docteur à la possibilité de se le faire forger auprès d'un joaillier à ses propres frais après avoir acquis une plaque auprès de l'université de Copenhague. Il est communément porté à l'index de la main droite ,.